# Xelim

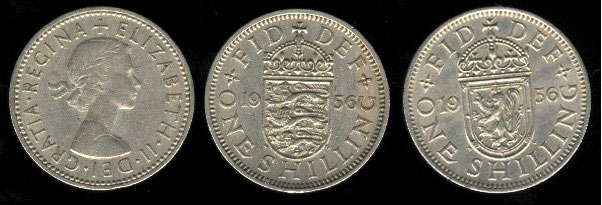
Xelim de 1956 de Elizabeth II, versões inglesa e escocesa.

O xelim (shilling em inglês, Schilling em alemão, skilling em sueco, norueguês e dinamarquês, scellino em italiano, shilin em somaliano, shilingi em suaíli, شلن‎ em árabe) é uma unidade monetária que está ou esteve em uso em muitos países (particularmente ex-colônias britânicas). Especula-se que a palavra provenha da base skell-, "tilintar/ressoar", e do sufixo diminutivo -ing. 
A abreviatura de shilling é s, do latim solidum, nome de uma moeda romana. Frequentemente, era informalmente escrito ou impresso com uma barra ("/"): por exemplo, 1/6d significando um xelim e seis pence (pronunciado como "um e seis"), ou, quando não havia pence, com uma barra e um hífen ("11/-", por exemplo). Também com frequência, um símbolo triangular ou um apóstrofo (sans serif) era utilizado para dar uma aparência mais apresentável, por exemplo, "1'6"  e "11'-". Na África, a moeda é frequentemente abreviada como sh.

## Reino Unido
No Reino Unido, o xelim era uma moeda divisionária usada antes da adoção do sistema decimal em 1971. Um xelim equivalia a 12d (pence) ou 1/20 de libra: havia 240 pence antigos para uma libra. O xelim foi substituído pela nova moeda de cinco pence, a qual inicialmente era de idêntico tamanho e peso.

### Histórico

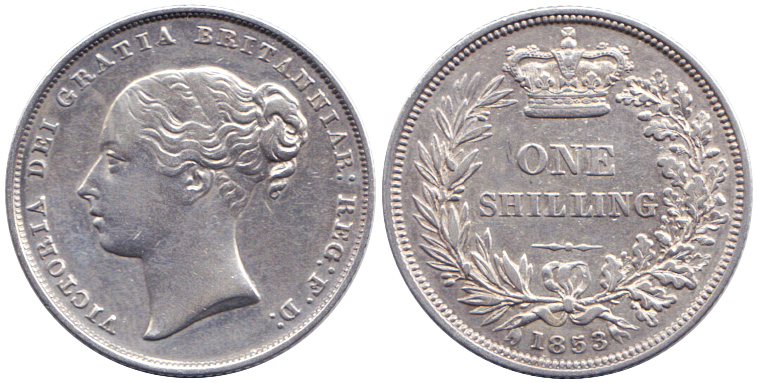
Xelim (schilling), Reino Unido, 1853, Queen Victoria. Prata de lei.

O uso do termo scilling (ou scylling) remonta ao tempo dos anglo-saxões, quando era apenas uma unidade de conta (ou seja, não existiam moedas de scilling). Curiosamente, este "xelim saxão" equivalia a cinco pence (a mesma correspondência observada a partir da adoção do sistema decimal no Reino Unido), mas o rei Guilherme I fixou o valor em 12 pence, o que perdurou até 1971.

#### Testoon
Durante o reinado de Henrique VII, introduziu-se o antepassado do xelim, o testoon (equivalente a 12d). Esta moeda foi produzida em quantidades extremamente pequenas, e o fato de só existirem três estampas conhecidas para esta edição e três variedades subsequentes de inscrições (HENRIC, HENRIC VII e HENRIC SEPTIM) expressam claramente que as moedas não foram feitas para entrar em circulação geral. Foram produzidos na mesma época da cunhagem inicial dos groats e meio-groats, tratando-se provavelmente de peças de teste ou padrões.
O testoon só foi realmente produzido em grande quantidade no fim do reinado de Henrique VIII, com The Tower, Southwark e Bristol produzindo testoons entre 1544-1551. Estas moedas foram feitas numa base muito pobre de prata, como todas as moedas deste período.

## Dinamarca, Noruega, Suécia
Na Dinamarca, o xelim foi cunhado do século XV até 1872. Na Noruega, foi usado do século XV até 1875, ano em que foi introduzida a "coroa". Foi igualmente moeda da Suécia em 1777-1855.

## ligações externas
- Libra esterlina e xelim